# Anjar
Anjar is een historische stad nabij de Bekavallei in Libanon. De stad werd rond 700 gesticht door de Omajjaden kalief Walid I.
Anjar was ongetwijfeld een handelsstad, een rustplaats voor de karavanen die de verbinding tussen hoofdstad Damascus en de Middellandse Zee onderhielden.
De stad had een rechthoekig grondplan van 385 bij 350 meter. Ze was ommuurd en had in de vier windrichtingen halfcirkelvormige torens en toegangspoorten. Het stratenpatroon was volledig symmetrisch georganiseerd. Door twee elkaar in het centrum loodrecht kruisende straten - met tetrapylon - werden vier wijken afgebakend die op hun beurt in sectoren werden verdeeld volgens dezelfde symmetrie.
Dit stadsplan is duidelijk beïnvloed door de Romeinse en Byzantijnse steden met cardo maximus en decamanus.
Archeologische opgravingen gebeuren sinds de jaren 1950 en hebben herkenbare gebouwen blootgelegd: in het westelijke deel twee paleizen, een moskee en een hamam, in het oostelijke deel huizen, winkels en een kleine hamam. Er is een rioleringssysteem teruggevonden met putdeksels in het midden van de straten.
Nadat de Omajjaden in 750 verslagen waren door de Abbasiden, kwam de stad al snel in verval.
De gebouwen dateren daarom vrijwel allemaal uit één periode en dat maakt de site zo bijzonder.
De redenen van de verwoesting en ontvolking van Anjar zijn voor de historici nog niet duidelijk. De vraag stelt zich of de stad verwoest werd op bevel van de Abbasidische machthebbers, die de vijanden van de Omajjaden waren, dan wel of ze vernield werd door een van de aardbevingen die Libanon in deze periode hebben getroffen.
Gedurende de Libanese burgeroorlog en vele jaren daarna, tot eind april 2005, was Anjar het hoofdkwartier van het Syrische leger in Libanon. In december 2005 werden vlak bij Anjar massagraven ontdekt waarin Libanese militieleden en ook vrouwen en kinderen waren begraven.
In 1984 werd Anjar door UNESCO tot Werelderfgoed verklaard.